# Подмой
Подмой — село в Увинском районе Удмуртии, входит в Увинское сельское поселение. Находится в 7 км к востоку от посёлка Ува и в 57 км к западу от Ижевска. Рядом протекают реки Подмойка и Сямпок.
В селе расположена железнодорожная станция Ува II Ижевского отделения Горьковской железной дороги.

## Население
| 2010 | 2012 |
| ---- | ---- |
| 373  | ↘368 |